# Convenção das Nações Unidas sobre o Direito do Mar

Países signatários da Convenção
Ratificaram
Assinaram, mas ainda não ratificaram

A Convenção das Nações Unidas sobre o Direito do Mar (CNUDM), frequentemente referida pelo acrónimo em inglês UNCLOS (de United Nations Convention on the Law of the Sea), é um tratado multilateral celebrado sob os auspícios da ONU em Montego Bay, Jamaica, a 10 de Dezembro de 1982, que define e codifica conceitos herdados do direito internacional costumeiro referentes a assuntos marítimos, como mar territorial, zona econômica exclusiva, plataforma continental e outros, e estabelece os princípios gerais da exploração dos recursos naturais do mar, como os recursos vivos, os do solo e os do subsolo. A Convenção também criou o Tribunal Internacional do Direito do Mar, competente para julgar as controvérsias relativas à interpretação e à aplicação daquele tratado.
O texto do tratado foi aprovado durante a Terceira Conferência das Nações Unidas sobre o Direito do Mar, que se reuniu pela primeira vez em Nova York em dezembro de 1973, convocada pela Resolução no. 3067 (XXVIII) da Assembleia-Geral da ONU, de 16 de novembro do mesmo ano. Participaram da conferência mais de 160 Estados.
O Brasil, que ratificou a Convenção em dezembro de 1988, ajustou seu Direito Interno, antes de encontrar-se obrigado no plano internacional. A Lei n. 8.617, de 4 de janeiro adota o conceito de zona económica exclusiva para as 188 milhas adjacentes.
A Convenção regula uma grande província do direito internacional, a saber, o direito do mar, que compreende não apenas as regras acerca da soberania do Estado costeiro sobre as águas adjacentes (e, por oposição, conceitua o alto-mar), mas também as normas a respeito da gestão dos recursos marinhos e do controle da poluição.

## História
O Direito marítimo é parte importante do direito internacional público e suas normas, durante muito tempo, não estiveram definidas. A codificação dessas normas ganhou alento já sob o patrocínio das Nações Unidas, havendo-se concluído em Genebra, em 1958:
- a) Uma Convenção sobre mar territorial e a zona contígua;
- b) Uma Convenção sobre o alto mar;
- c) Uma Convenção sobre pesca e conservação dos recursos vivos do alto mar; e
- d) Uma Convenção sobre a plataforma continental.

A aceitação não chegou a ser generalizada, produziu-se no limiar de uma era marcada pelo questionamento das velhas normas e princípios. O fator econômico, tanto mais relevante quanto enfatizado pelo progresso técnico, haveria de dominar o enfoque do mar nos tempos modernos.

## Mar territorial e conceitos conexos

Conceitos estabelecidos pela Convenção das Nações Unidas sobre o Direito do Mar.

A Convenção fixa o limite exterior do mar territorial em 12 milhas náuticas (22 km), definindo-o como uma zona marítima contígua ao território do Estado costeiro e sobre a qual se estende a sua soberania. Cria, ademais, uma zona contígua também com 12 milhas náuticas, dentro da qual o Estado costeiro pode exercer jurisdição com respeito a certas atividades como contrabando e imigração ilegal, e uma zona econômica exclusiva (ZEE), tendo como limite externo uma linha a 200 milhas náuticas (370,4 km) da costa e como limite interno a borda exterior do mar territorial, na qual o Estado costeiro tem soberania, no que respeita a exploração dos  recursos naturais na água, no leito do mar e no seu subsolo. O Estado costeiro exerce também jurisdição sobre a zona em matéria de preservação do meio marinho, investigação cientifica e instalação de ilhas artificiais.
Para efeitos da medição da distância à costa, as baías e estuários são fechadas por linhas retas (chamadas linhas-de-base), para o interior das quais fica a porção marinha das águas interiores. As ilhas e estados arquipelágicos têm direito a definir a sua ZEE, mas excetuam-se as ilhas artificiais ou plataformas, assim como os rochedos sem condições de habitabilidade. A Convenção estabelece ainda que o limite da ZEE de estados com costas fronteiras, cuja distância, em alguma porção, seja inferior a 400 milhas, deve ser a linha média entre as suas costas, o que deve ser estabelecido por acordo entre os Estados. No que respeita aos Estados sem litoral, a Convenção estabelece que esses países têm direito de participar, em base equitativa, do aproveitamento excedente dos recursos vivos (não recursos minerais, portanto) das zonas econômicas exclusivas de seus vizinhos, mediante acordos regionais e bilaterais.
Segundo a Convenção, os navios estrangeiros estão sujeitos à jurisdição do Estado em cujas águas se encontrem; excetuam-se os navios militares e os de Estado, que gozam de imunidade de jurisdição. Os navios estrangeiros encontrados no mar territorial e na ZEE gozam do chamado "direito de passagem inocente", definida como contínua, rápida e ordeira. No entanto, o Estado costeiro tem o direito de regulamentar este tipo de passagem, de modo a prover a segurança da navegação, proteção de equipamentos diversos e a proteção do meio ambiente.

## Plataforma continental
A plataforma continental é a parte do leito do mar adjacente à costa, cuja profundidade média não excede duzentos metros, e é considerado um limite dos continentes. De acordo com a Convenção, sobre essa plataforma e seu subsolo o Estado costeiro exerce direito soberano de exploração dos recursos naturais até à margem continental, mas coloca o limite das 200 milhas a partir da linha de base, caso tal margem não atinja essa distância.
Como vários estados possuem uma plataforma continental mais extensa que a aceite na Convenção, esta fornece indicações para os Estados interessados submeterem as suas reivindicações em relação à extensão da sua plataforma continental a uma Comissão de Limites da Plataforma Continental, igualmente estabelecida na Convenção. O Brasil é um dos países que apresentou, em 2004, a sua reivindicação para extensão da sua plataforma continental.

## Alto-mar
Define-se o alto-mar como as zonas marítimas que não se encontram sob jurisdição de nenhum Estado. Nos termos do direito do mar, qualquer reivindicação de soberania sobre tais zonas, da parte de um Estado, é ilegítima.
O limite interior do alto-mar corresponde ao limite exterior da zona econômica exclusiva, que é fixado a no máximo 200 milhas náuticas da costa. No alto-mar, vigora o princípio da liberdade: de navegação, sobrevoo, pesca, pesquisa científica, instalação de cabos e dutos e construção de ilhas artificiais.
A única jurisdição aplicável a um navio em alto-mar é a do Estado cuja bandeira a embarcação arvora.

## Recursos Marinhos

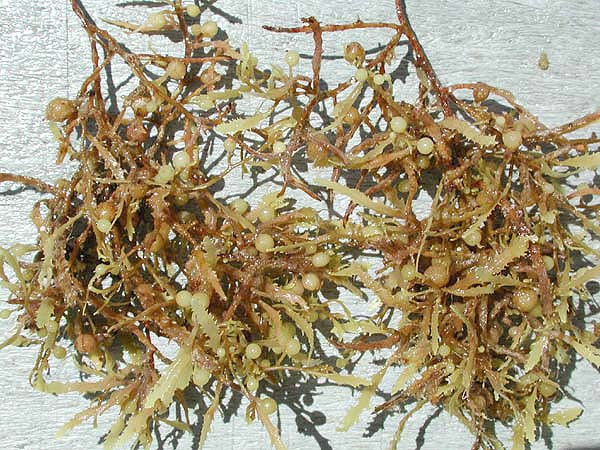
Macroalga do gênero Sargassum utilizada como fonte de biocombustíveis

“Recursos do mar são todos os recursos vivos e não-vivos existentes nas águas sobrejacentes ao leito do mar, no leito do mar e seu subsolo, bem como nas áreas costeiras adjacentes, cujo aproveitamento sustentável é relevante sob os pontos de vista econômico, social e ecológico.Os recursos vivos do mar são os recursos pesqueiros e a diversidade biológica,incluindo os recursos genéticos ou qualquer outro componente da biota marinha de utilidade biotecnológica ou de valor para a humanidade. Os recursos não-vivos do mar compreendem os recursos minerais existentes nas águas sobrejacentes ao leito do mar, no leito do mar e seu subsolo, e os recursos energéticos advindos dos ventos, marés, ondas, correntes e gradientes de temperatura.” DECRETO Nº 5.377 DE 23 DE FEVEREIRO DE 2005.
Sendo assim ainda podem ser divididos em recursos renováveis e não renováveis. Os não renováveis está relacionado à extração de minerais, provenientes do solo e subsolo da zona costeira e nos substrato marinho, que incluem elementos químicos na água do mar e recursos energéticos advindos do aproveitamento dos ciclos de marés, ondas, correntes, ventos e gradientes térmicos, entre outros; petróleo e gás, que demoraram milhões de anos para ocorrer sua formação. No Brasil a plataforma continental contém um dos maiores ambientes com sedimentação de carbono e de cobertura sedimentar (não só carbonática; granulados bioclásticos, sais de potássio e fosforita), podendo ser utilizada para a redução de utilização de fertilizantes na agricultura, e utilização na agropecuária também para a produção de ração, além de utilizações médicas, como próteses, implantes ósseos, e também para a produção de suplementação alimentar humana e outros usos.
Dentro dos renováveis se encontra os recursos vivos e não extrativos, estando incluso os serviço ecossistêmicos, como por exemplo a provisão de alimentos e de insumos biotecnológicos para a aplicação em saúde, segurança alimentar, cosmética, agricultura, controle de poluição, indústria e geração de energia renovável. Além disso, tais ecossistemas prestam serviços de regulação do clima e da qualidade da água, a partir de processos de degradação de efluentes líquidos, de controle de inundações e de proteção costeira, além dos serviços culturais de valor intangível relacionados ao turismo, à recreação, à educação e aos valores religiosos, culturais e estético-paisagísticos. Indo além da produção de alimentos.
Dentro dos recursos renováveis e vivos podemos citar as algas, que são organismos eucariontes, fotossintetizantes, multi ou pluricelulares, que consomem o gás oxigênio dissolvido na água para a sua respiração e liberam através do processo fotossintético cerca de 70 a 90% do oxigênio contido na atmosfera. Contém como substância de reserva paramilo, amido, laminarina e manitol ou crisolaminarina e contém baixas concentrações de carboidratos. Suas aplicações nas indústrias estão na alimentação, cosméticos, na área farmacêutica por conter fonte de sais essenciais, bem como inúmeras vitaminas e elementos em quantidade mínima importantes, sendo valiosos suplementos alimentares. Podem ser utilizadas para a produção de fertilizantes, por conter uma riqueza em sais de sódio e potássio. As algas do gênero Macrocystis contém alginatos que são largamente empregados na indústria alimentícia, têxtil, cosmética, farmacêutica, de papel e de solda, como agentes espessantes e estabilizadores coloidais. O preparo de ágar já é bem utilizado no comércios, para produção de gel na área da pesquisa, na produção de cápsulas, base de cosméticos, fabricação do material de moldes dentários e outros; esse material provem do material mulcilaginoso extraído da parede celular de vários gêneros de algas vermelhas. 
Outra utilização que vem ganhando força é a produção de biocombustíveis, incluído na terceira geração de biocombustíveis, surgindo como alternativa para combustíveis fósseis como o petróleo e por não demandar o uso de valiosos recursos agrícolas, como a cana de açúcar e o milho e por ter uma biomassa cinco a dez vezes maior do que a da agricultura baseada em solo. Trata-se da utilização de algas como meio de obtenção de substâncias capazes de gerar energia através da combustão, como o etanol, hidrogênio, metano e outros hidrocarbonetos. O etanol é uma das substâncias mais utilizadas, devido a facilidade de obtenção, geralmente através da fermentação da matéria prima, no caso macroalgas principalmente Sargassum, Glacilaria, Prymnesium parvum e Euglena gracilis, após o tratamento o etanol então é purificado e separado e assim utilizado como combustível. O hidrogênio, considerado a energia do futuro, já que sua queima não resulta em gases do efeito estufa e pode ser obtido através dos processos fotobioquímicos das algas e cianobactérias, também pela gaseificação da biomassa com o auxílio de pressão e vapor elevados, ou também pela produção de metano. Porém, a produção de algas em grande escala para produção de biocombustível ainda está com um alto nível de gastos, é necessário mais estudos e pesquisas para que chegue em uma larga produção com baixo custo e sustentável.
Os recursos vivos são considerados reutilizáveis, mas se forem utilizados de forma insustentável e desregrada podem se tornar não renováveis.